# Herrengasse und Bierjodlgasse (Salzburg)

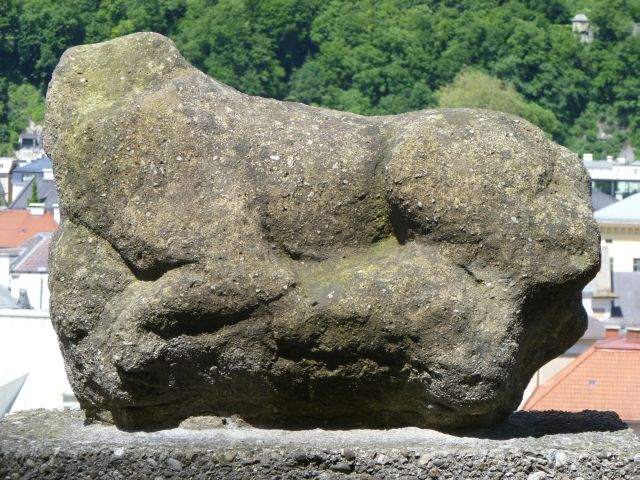
Nonnberger Hund

Die Herrengasse (früher auch Pfaffengasse oder auch Hundsgasse genannt) ist eine schmale, leicht gewundene Gasse am Fuß des Festungsberges in der Altstadt von Salzburg, die den Kapitelplatz mit der Kaigasse verbindet. Die fast durchwegs bergseitige Verbauung geht auf die Anlage der Gasse im Mittelalter zurück. Der Name Herrengasse oder Pfaffengasse verweist darauf, dass im Haus Herrengasse acht Jahrhunderte lang Benefizianten des Domes wohnten, also sogenannte Geistliche Herren. Der historische Namen Hundsgasse verweist vermutlich auf den sogenannten „Nonnberger Hund“, eine romanische Steinskulptur, die oberhalb der Gasse die Grenze des Klosterbezirks von Stift Nonnberg zur Stadt hin markiert und eigentlich einen Löwen darstellt. Möglicherweise steht der Begriff Hund aber auch abwertend als Synonym für „schlechter Mann“, da in der Herrengasse 30 (später Herrengasse 18) seit 1360 ein (recht bescheidenes) Frauenhaus (Freudenhaus) bestand, das im Nebenberuf lange Zeit vom Henkermeister (Scharfrichter, Freimann) überwacht wurde.
Die Bierjodlgasse verlängert die Gasse nach Westen und führt hinter den Häusern Kapitelplatz 3, 4, 5, 6 und 7 zur Festungsgasse. Ihr Name leitet sich vom gleichen Haus Herrengasse 8 = Bierjodlgasse 6 ab, das um 1685 vom geistlichen Herrenhaus zum Biergasthof wurde. Die Bierjodlgasse hieß einst nach dort wohnenden Fassbindern auch Bindergasse. 

## Bemerkenswerte Bauten der Gasse

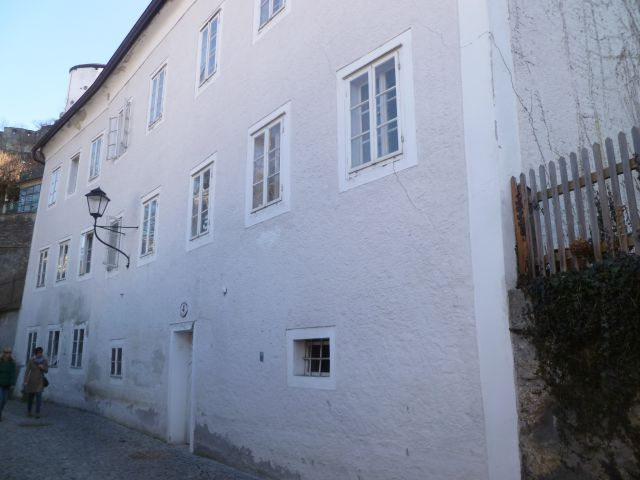
Bierjodlgasse: Pfaffenhaus

### Pfaffenhaus
(Bierjodlgasse 4)
Das Haus wird 1570 genannt "das Haws darinnen die Caplän wohnen und zu der stadtpfar gehörig, wie sy denn von Alter da innen gewohnt haben." Bis um 1640 wird das Haus als Pfarrhaus genutzt, dann geht es in private Hände. Nach 1900 zuerst Gasthaus zur Goldenen Schlange, ist es später "Kleinkinderbewahranstalt" (Kindergarten).

### Referentknechthaus
(Bierjodlgasse 5)
Das Haus ist erstmals 1434 als Referentknechthaus neben dem Pfaffenhaus erwähnt, das im Mittelalter samt den Häusern Nr. 6 und Nr. 8 im Eigentum der Stiftung der Samerkapelle am einstigen Domfriedhof stand, die einst Ulrich der Samer gestiftet hatte und die vom Domkapitel überwacht wurde. Es besitzt eine sehr schlichte Außenfassade. 

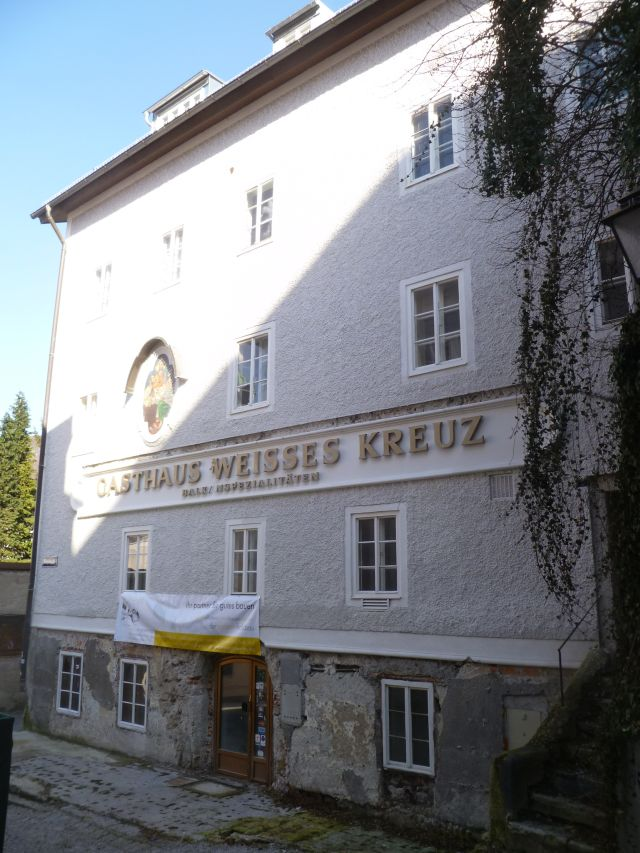
Bierjodlgasse: Weißes Kreuz

### Bierjodlwirt, zuvor Benefiziantenhaus der Geistlichen Herren
(Bierjodlhaus 6 = Herrengasse 8)
Heute ist dieses Haus das Gasthaus zum Weißen Kreuz. 1647 wird dieses Haus kapitularisches Baptistenhaus genannt, 1682 Benefiziantenhaus. Hier wohnten lange Zeit die Geistlichen Herren des Domes, bis das Domkapitel das Haus um 1685 an eine Bierzapferin (Gastwirtin) verkauft. 1775 wird das Haus erstmals Bierjodlhaus genannt. Der Name stammt vermutlich vom Wirt Matthias Grill, dessen Spitzname „Jodl“ lautete, ein Name, der umgangssprachlich eigentlich für Stiere verwendet wurde. Diese einstige Gasthaus ist heute namensgebend für die Bierjodlgasse. Über dem rechteckigen Inschriftenfeld findet sich ein Haussegensbild mit frühbarockem Rahmen, wobei das heutige Segensbild der Salzburger Graphiker Leonhard Stemeseder um 1965 geschaffen hat.

### Stocklhaus
Das Haus (Herrengasse 10) besitzt ein Rechteckportal mit historischer Türe. An der Fassade findet sich die Muttergottes mit Kind als Haussegensbild.

### Herrengasse 12
„Klocker neu Widmann Behausung“: Das Haussegensbild zeigt die Heilige Familie (1436). Es hieß einst auch „Oblaterhaus in der Hundsgasse“, nachdem die ersten urkundlichen Besitzer 1512 Matthäus Walfing, Elisabeth Oblater und deren Tochter hießen, bevor das Haus ins Eigentum des Domkapitels kam. 

### Leyerbrunnhaus
Das im Kern spätgotische Leyerbrunnhaus (Herrengasse 14) besitzt ein rundbogiges gefasstes Konglomeratportal. Die Fensterrahmen sind putzfaschengerahmt.

### Krinnerhaus
Das Haus Herrengasse 20 auch Wächterstöckl oder Turmwachterstöckl genannt, ist an den Festungsberg angebaut.

### Gläser-Bruckler-Haus
(Herrengasse 22)
Das im Straßenverlauf dominante aber äußerlich schlichte Haus, das schon 1376 unter dem Besitzer Heinrich der Gräsler erwähnt ist, heißt auch Heisserhaus, das später abgetrennte kleine Haus Herrengasse 22 a, an den Festungsberg angebaut, wurde im Spätmittelalter Gräslerhaus genannt und später „Gläser Brucknerhaus“.

### Schallhammerhaus
(Herrengasse 28) 
Das Schallhammerhaus besitzt ein spätgotisches Rundbogenportal und darüber eingemauert eine Rotmarmorplatte mit der Inschrift „Linhard Marl 1509“ sowie eine Darstellung des Guten Hirten als Haussegensbild. Das Haus besitzt auch eine erhaltene rundbogige Speicheraufzugstür im Dachgeschoß.